# Vålje å vrake
Vålje å vrake från 2001 är ett musikalbum med den svenska folksångerskan Ulrika Bodén.

## Låtlista
Alla låtar är traditionella från Ångermanland.
1. Hej Dåna-Malin – 0:09
2. Giftasvisan – 3:17
3. Helt lustigt – tut tut – 2:42
4. Lillsviten – 3:41
5. Vad jag har lovat – 1:24
6. Granningepolska – 2:54
7. Josef från Arimatea – 1:23
8. Ol' i Tängsta – 1:47
9. Tjasj geta – 0:45
10. Killegeten – 0:39
11. Söta lillpiga – 3:11
12. Karins polska – 1:57
13. Gitarrpolska – 1:23
14. Vispermön och fången på Falkenborg – 5:06
15. Fanteguten – 3:25
16. Noras polska – 2:47
17. Stormig Jordan – 3:18
18. Jungfru Britta – 3:10
19. Vålje å vrake – 0:25
20. Vaggvisor – 3:03

## Medverkande
- Ulrika Bodén – sång
- Jens Engelbrecht – mandola, gitarr, kantele, cittra
- Niklas Roswall – nyckelharpa, cittra
- Anders Norudde – säckpipa, härjedalspipa, fiol, stråkharpa